# Peavey
Peavey Electronics Corporation (Corporación Electrónica Peavey) es una de las más grandes fábricas de equipamiento de audio del mundo, tiene su sede en Meridian (Misisipi) en los Estados Unidos.

## Historia
Hartley Peavey fundó Peavey Electronics en 1965 después de construir su primer amplificador en 1957. Desde su fundación, Peavey Electronics ha sido de propiedad privada, y ha crecido enormemente desde sus humildes comienzos en el sótano de Hartley en 1950. 
La empresa mantiene un museo con memorabilia relacionados con Peavey Electronics y sus notables usuarios, que está abierto al público. 

## Información de la compañía

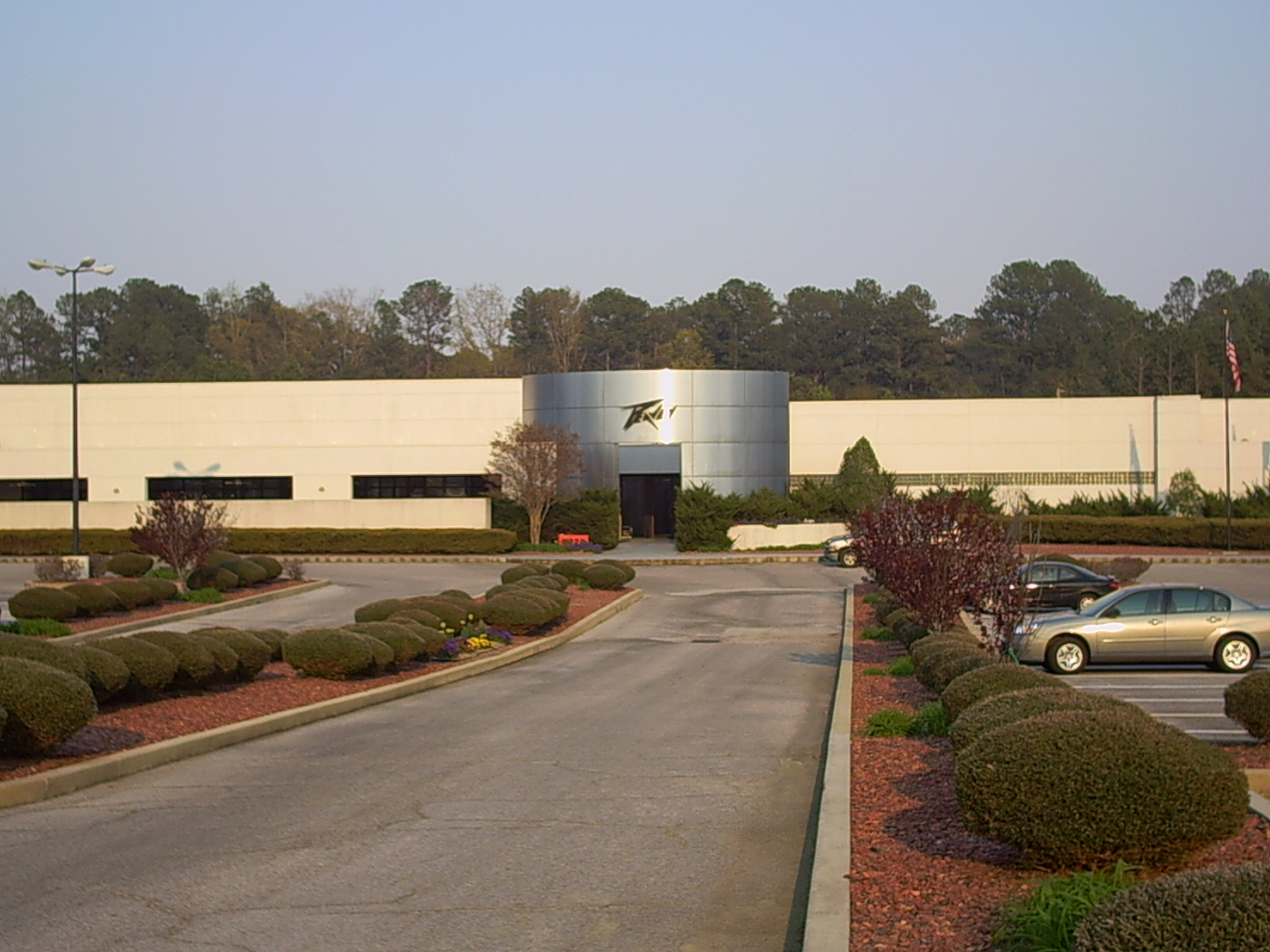
Sede principal de Peavey en Meridian MS.

Peavey posee actualmente 1,5 millones de pies cuadrados (140.000 m²) entre zonas de fabricación y montaje en más de 33 instalaciones en América del Norte, Europa y Asia, de los que 18 se encuentran en su estado natal de Misisipi. Los productos son fabricados principalmente en los Estados Unidos, el Reino Unido y el Lejano Oriente, y se distribuyen a 136 diferentes países en todo el mundo. También tiene 130 patentes, y una gama de productos de alrededor de 2000 diseños, con entre 80 y 100 que se añaden cada año. 
Peavey Electronics también es propietaria de 5 grandes marcas de electrónica, es decir, MediaMatrix, Acústica Arquitectónica, PVDJ, Crest Audio, y Trace Elliot, mientras se trabaja con un número de músicos famosos en la firma de instrumentos, amplificadores y otros equipos.

## Productos
Aunque Peavey produce una amplia variedad de equipos, algunos notables diseños destacan por su popularidad y/o el uso de los principales músicos profesionales.

### Serie de amplificadores 5150/6505
Estos amplificadores de guitarra y gabinetes de altavoces fueron el resultado de una colaboración con Eddie Van Halen. Originalmente diseñado especialmente como amplificador para Eddie, el 5150 ha ganado gran popularidad con bandas modernas y guitarristas de hard rock, hardcore, punk y metal debido a su gran cantidad de distorsión - especialmente Jerry Cantrell de Alice in Chains (que, después de gira con Van Halen preguntó "si pudiera tal vez comprar uno de ellos. Cuando regresé a casa después de la gira, había tres apliados esperando para mí en el garaje ... me dio un par de sus guitarras, demasiado". [cita necesaria]) La serie 5150 es considerada por algunos como uno de los mejores amplificadores disponibles para los estilos más pesados de la música, contra otras marcas rivales de primera línea. [Cita necesaria]. En 2004 Peavey y Eddie Van Halen se separan, tomando Eddie el nombre de marca 5150 con él. Ello se tradujo en el cambio de nombre del amplificador como el Peavey 6505, con estilo ligeramente actualizado, pero los circuitos originales. El 5150 II, que contiene un preamplificador de válvulas extra para obtener más margen de ganancia y en el canal Ritmo, es el equivalente antiguo al nuevo 6505 +.

### Serie de guitarras eléctricas «Wolfgang»
Una vez más, estos eran el resultado de una cooperación con Eddie Van Halen para producir su "ideal" de guitarra. El diseño ha sido relativamente exitoso, pero no ha ganado la reputación o la popularidad de las guitarras de similar precio, como la Fender Stratocaster o la Gibson Les Paul. La Peavey Wolfgang se encuentra actualmente descontinuada. (Véase también: Guitarras Peavey)

### Serie de amplificadores de potencia «CS»
La serie de amplificadores CS (principalmente la CS800) son algunos de los amplificadores más utilizados en el mundo, y entre los mejores en venta de productos Peavey.

### Serie de amplificadores «JSX»
A diferencia de la serie 5150/6505, diseñada por Eddie Van Halen, la serie JSX fue diseñada para otro gran artista: Joe Satriani. Satriani estaba buscando un amplificador que sea ajustado para él, que tenga todo el aspecto que posiblemente podría desear, y que pudiera trabajar en ambas aplicaciones: directo o estudio. El JSX también está empezando a ganar popularidad con público guitarrista en general.

### Serie de amplificadores «Classic»
Su línea de amplificadores de blues, jazz, y algunos guitarristas de rock. Estos suelen utilizar válvulas EL84 de potencia que brindan un tono "tibio" o "Fuller" que muchos guitarristas tratan de reproducir a través de amplificadores de estado sólido o solid state.

### Serie «ValveKing»
Amplificador todo a válvulas para músicos de rock, con más ganancia que la Serie Classic Un miembro notable de esta línea es el Royal 8 de 5 vatios combo, similar a un Fender Champ. 

### Kits de batería «Radial Pro»series
La serie Radial Pro fue la gama alta de la línea de baterías de Peavey. En producción desde 1994 hasta 2002, consistió en los prototipos RBS-1, radial pro 1000, 750/751, y 500/501. El buque insignia, modelo 1000 constaba de un puente radial que tomaba toda la tensión del montaje, y delgadas 3-capas de shell para aumentar la resonancia. La serie 750/751 estaba compuesta por puentes y se tiñen los depósitos. La serie estaba 500/501 compuesta de PVC envuelto en los depósitos.

## Usuarios notables
- Jeff Berlin
- Buckethead

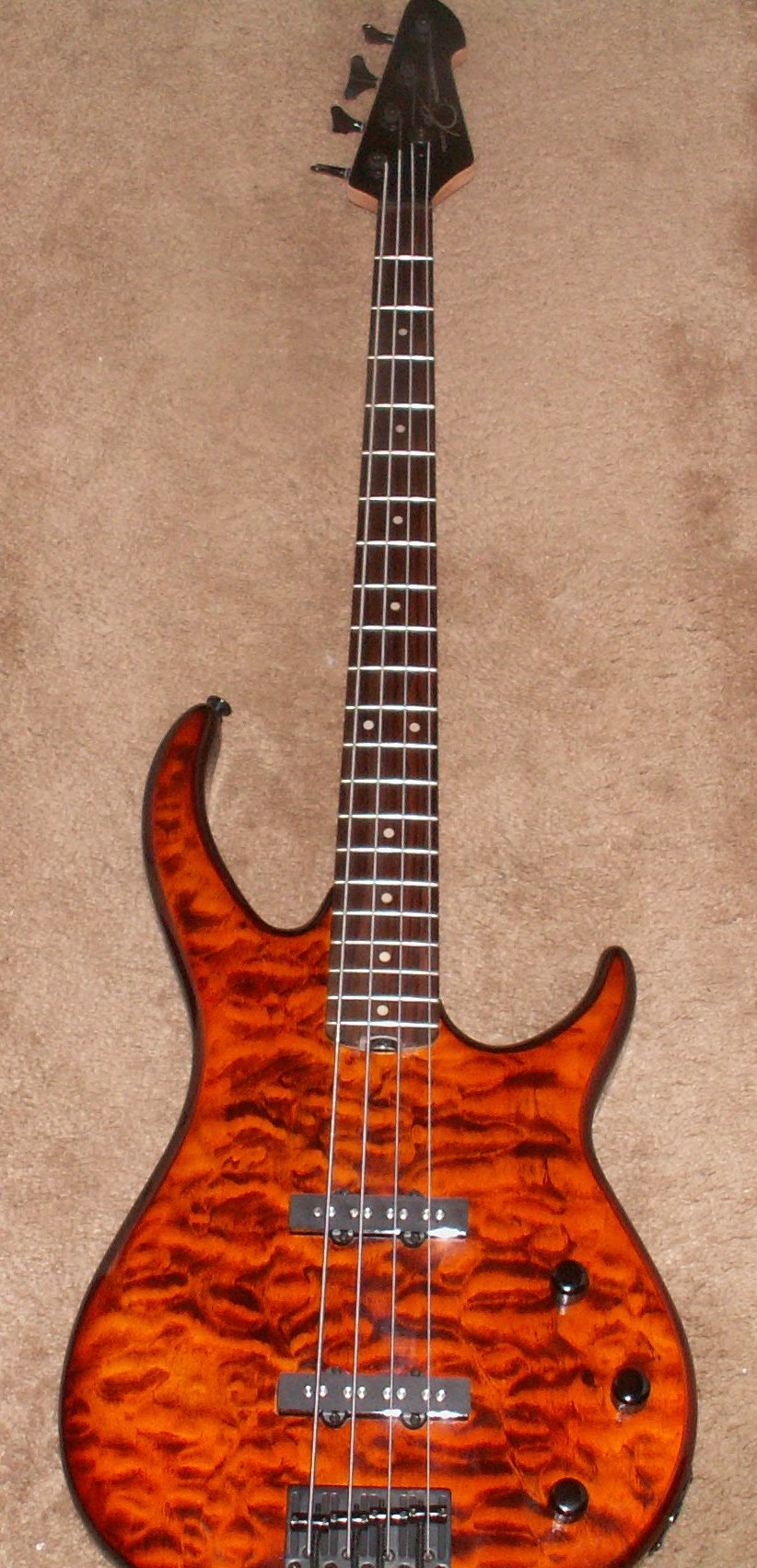
A 4-string Peavey Millennium BXP bass.

- Steve Cropper - (Booker T & the MG's, The Blues Brothers, signature endorser)
- Greg Ginn - (Black Flag)
- Stuart Hamm
- Shawn Wade - (12 Stones)
- Pepper Keenan (Corrosion of Conformity)
- Tak Matsumoto
- Tom Morello - (Rage Against the Machine)
- Ted Nugent
- Lee Renaldo and Thurston Moore - (Sonic Youth)
- Gary Rossington - (Lynyrd Skynyrd)
- Jordan Rudess - (Dream Theater/Liquid Tension Experiment/David Bowie)
- Rudy Sarzo - (Whitesnake)
- Joe Satriani
- Andy Taylor - (Duran Duran)
- John Taylor - (Duran Duran)
- Kim Thayil - Soundgarden, former user, VTM 120 amplifiers
- Eddie Van Halen - (Van Halen, former signature endorser)
- Jerry Cantrell
- Jesper Strömblad and Björn Gelotte of In Flames
- Robb Flynn and Phil Demmel - (Machine Head
- Hideto Matsumoto - X JAPAN
- Varg Vikernes - (Burzum)
- Devin Townsend
- Javier Suárez - (Alicia) (Ingravidez)
- Roy Vargas - (Alicia) (Ingravidez)
- Leonel Smith-(Satelitte3)